# Jak se Trivoj smrskl
Jak se Trivoj smrskl (anglicky The Shrinking of Treehorn) je kniha pro děti, kterou napsala americká spisovatelka Florence Parry Heidová, původem z Pittsburghu. Kniha poprvé vyšla v roce 1971 a vypráví o chlapci jménem Trivoj, který se jednoho dne začne zničehonic zmenšovat. S problémem se musí vyrovnávat sám, protože rodiče mu to nevěří a situaci příliš nepomůže ani paní učitelka, natož pan ředitel. Přestože je příběh v první řadě vtipný, dokáže zároveň zachytit nesouměřitelnost světa dětí a světa dospělých a skutečnost, že každý problém, i ten nejmenší, může být pro dítě závažný. Knihu ilustroval Edward Gorey. Autorka o Trivojovi později napsala ještě dvě navazující knihy.

## Děj
Trivoj je obyčejný kluk, který chodí do školy a bydlí se svými rodiči. Jednoho dne si všimne, že se s ním děje něco neobvyklého. Najednou nedosáhne na polici, na kterou neměl problém dosáhnout. Stůl se mu zdá větší, než byl. Chlapec už od samého začátku před rodiči mluví o tom, že se smrskává, ale maminka ani tatínek mu nevěří a oba dva situaci zlehčují. Myslí si, že si pouze na smrsknutí hraje. Trivoje nepoznává řidič školního autobusu. Myslí si, že má chlapec mladšího bratra.
O přestávce má Trivoj žízeň, proto se chce napít z pítka, na které samozřejmě nedosáhne. Paní učitelka pošle chlapce do ředitelny za panem ředitelem. Trivoj má před vstupem do ředitelny vyplnit dotazník, který ušetří panu řediteli čas. V dotazníku chlapec nemůže najít políčko s problémem, se kterým do ředitelny jde, a tak ho sám dopíše. Pan ředitel je přesvědčený, že chlapci pomohl, ale opak je pravdou.
Maminka s tatínkem si zmenšování začnou konečně všímat, když je chlapec už tak malý, že musí u večeře sedět na několika polštářích. Maminka obvolá spoustu doktorů, ale nikdo o smrskávání nic neví. Dojde to tak daleko, až se začne bát, aby syn nezmizel ze světa. Trivoj chce dokončit hru s názvem Velká hra pro malé děti, kterou měl rozehranou. Při hraní se najednou hrací figurka začne pomalu zmenšovat a zlehčovat. Ráno u snídaně už dosáhne lokty na stůl. Je zase velký a normální jako před tím. Maminka ho pochválí. Večer, když se Trivoj dívá na televizi, všimne si, že má zářivě zelenou ruku. Podívá se tedy do zrcadla a zjistí, že je celý zelený.

## Přijetí díla
Dílo získalo od čtenářů pozitivní ohlasy a díky svému humoru se líbí nejen dětem, ale také dospělým. Podle Anity Silveyové se humorný text a komické šrafované ilustrace doplňují „líbeným způsobem“. Jennifer Krauss v New York Times uvedla, s odkazem na autora předmluvy Lanea Smitha, že Florence Parry Heidová se plně vyrovná ilustrátorovi, populárnímu Edwardu Goreymu, v oblasti paradoxních vtipů, „kameňáků“. Ty se přitom v průběhu čtení kumulují, což vtipnost knihy dále posiluje.
Příběhu získal oblibu mezi dětmi způsob, jakým si autorka dělá legraci z dospělých. Když Trivojova matka konečně vidí, že se její syn zmenšuje, ptá se manžela: „Co budeme dělat? Co řeknou lidé?" „Řeknou, že se zmenšuje," odpovídá otec. Ale právě když otec získá u čtenářů pár bodů, všechno zase zničí, protože dodá: „Zajímalo by mě, jestli to nedělá schválně, jen aby byl jiný.“ V příběhu lze tedy vidět alegorické zobrazení toho, jak si dospělí nedokáží poradit s jakýmikoliv odchylkami v tom, jak se děti vyvíjejí – a jak by se podle jejich představ měly vyvíjet.